# Поточино (станция)
Пото́чино — железнодорожная станция Большого кольца Московской железной дороги в городском округе Орехово-Зуево Московской области. Входит в Московско-Курский центр организации работы железнодорожных станций ДЦС-1 Московской дирекции управления движением. По основному характеру работы является промежуточной, по объёму работы отнесена к 4 классу.
Станция была открыта в 1940-е годы после постройки восточного участка Большой Московской окружной дороги. До этого существовал разъезд на линии до Орехово-Зуева. 
Располагается на территории городского округа Орехово-Зуево Московской области. Названа по находящейся пятью километрами севернее деревне Поточино. При станции находится посёлок при станции Поточино. Основная жилая часть города начинается в 4 километрах на юго-запад, проход к городу и к мостам через реку Клязьму южнее возможен по лесным тропинкам. 
Станция обслуживается электропоездами депо Александров. Ежедневно проходит 8 пар электропоездов из Александрова на Орехово-Зуево и обратно, три из восьми пар следует далее через Дулёво до Куровской. На станции 2 низкие платформы, пассажирское движение осуществляется по трём путям, здание вокзала не работает.
Станция примечательна тем, что от неё отходит подъездной путь Демиховского машиностроительного завода, на котором производятся большинство российских электропоездов.
Входной светофор со стороны Орехово-Зуева по правильному пути расположен в значительном удалении от платформ, у бывшего остановочного пункта 185 км, к югу от мостов через Клязьму; по другому пути входной светофор значительно ближе. Это объясняется бывшим примыканием соединительной ветви от поста 97 км Горьковского направления Московской ЖД, от которой ныне осталась лишь насыпь.

## Галерея

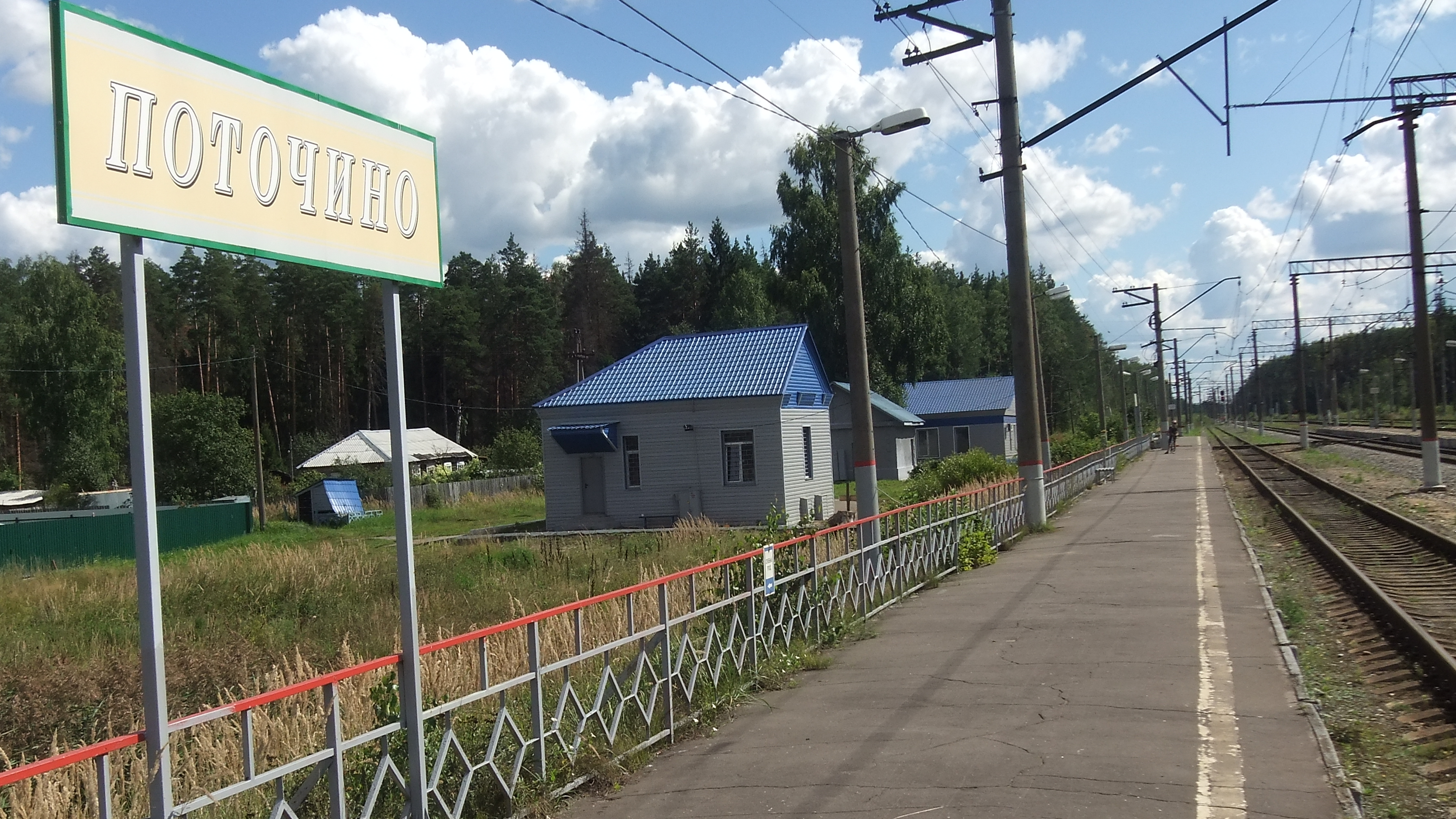
Вывеска и станционные здания
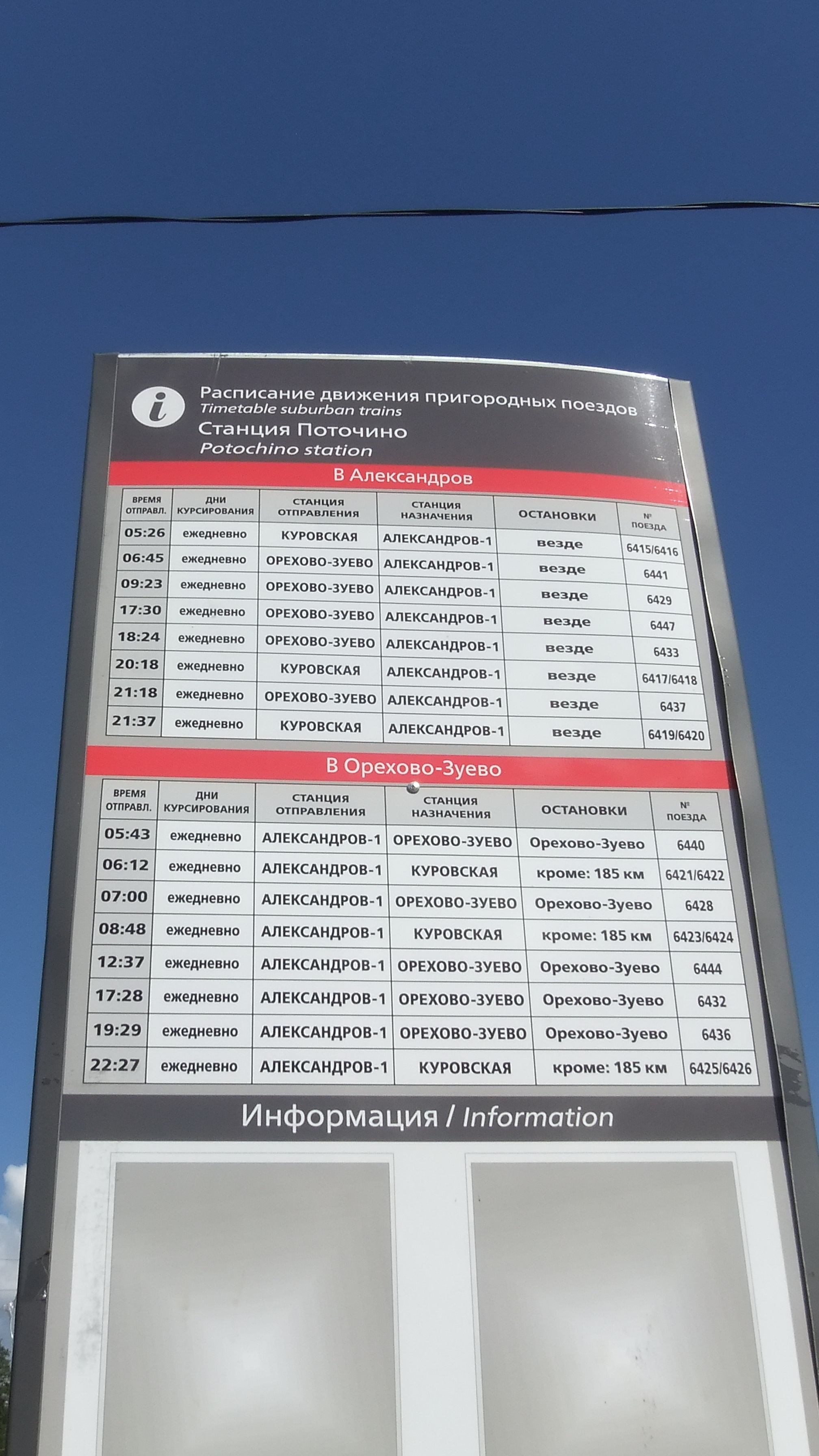
Расписание 2013
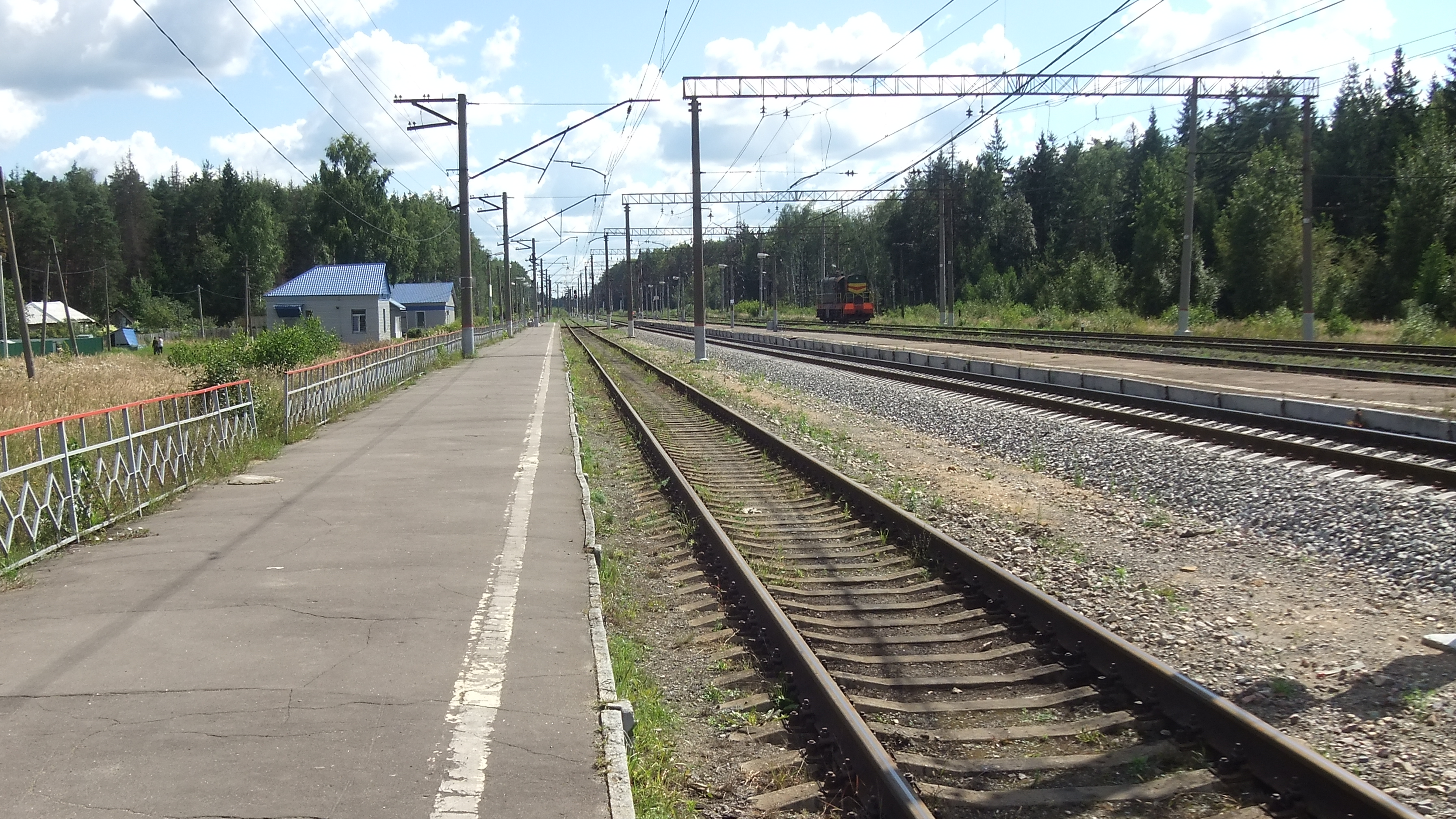
Вид с северного конца платформы
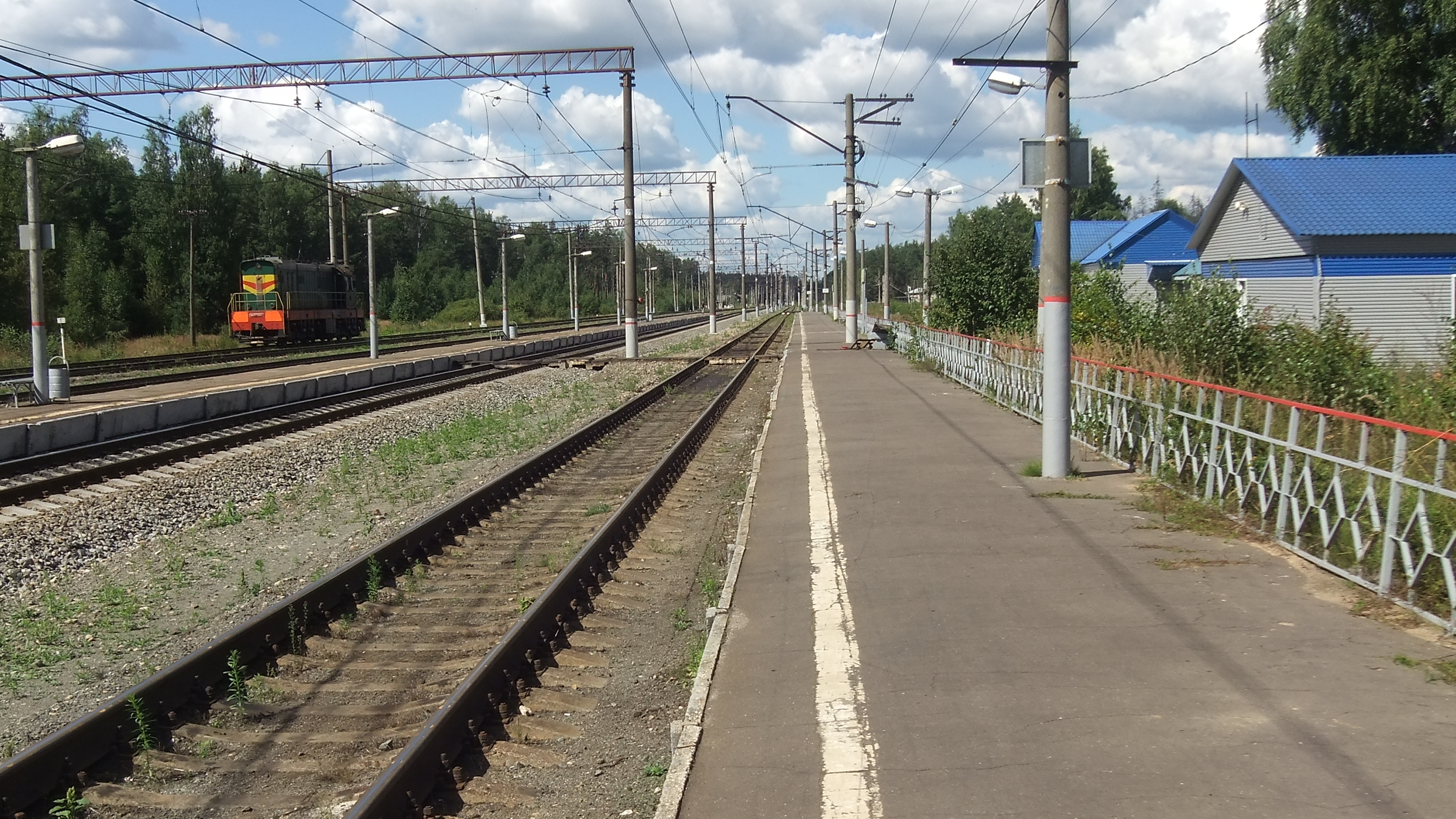
Вид с южного конца восточной платформы
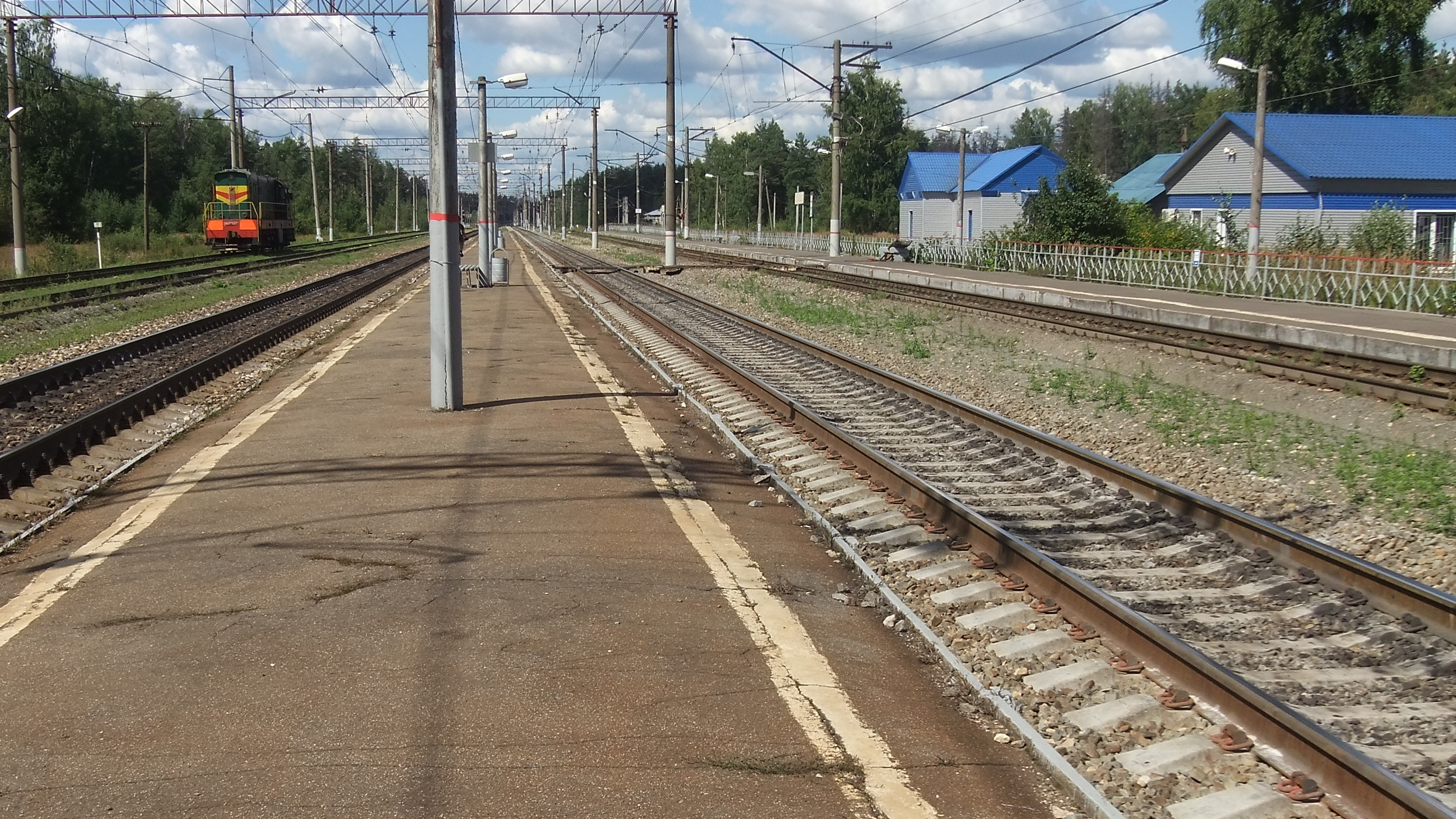
Вид с южного конца западной платформы
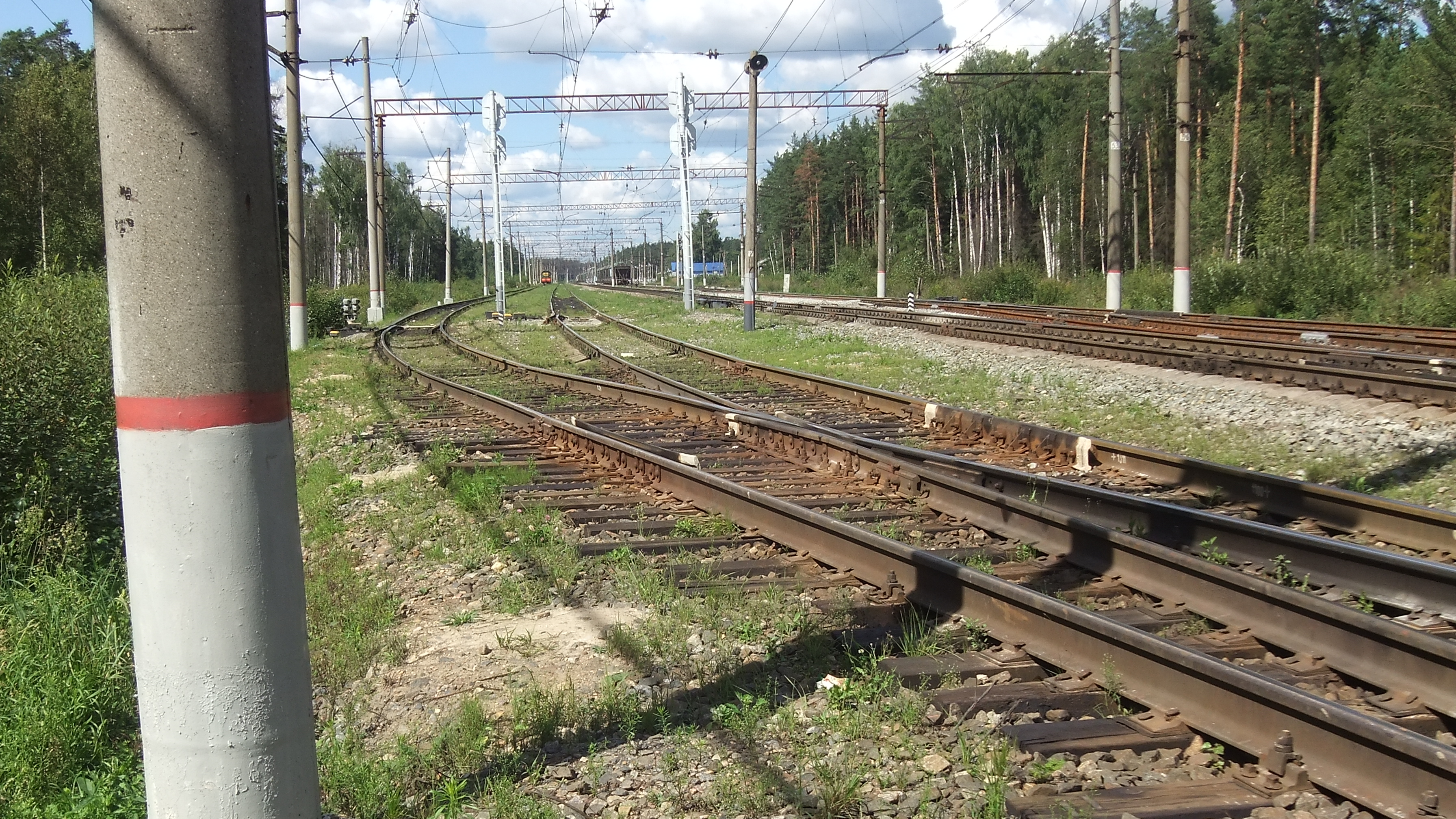
Вид с южной горловины станции
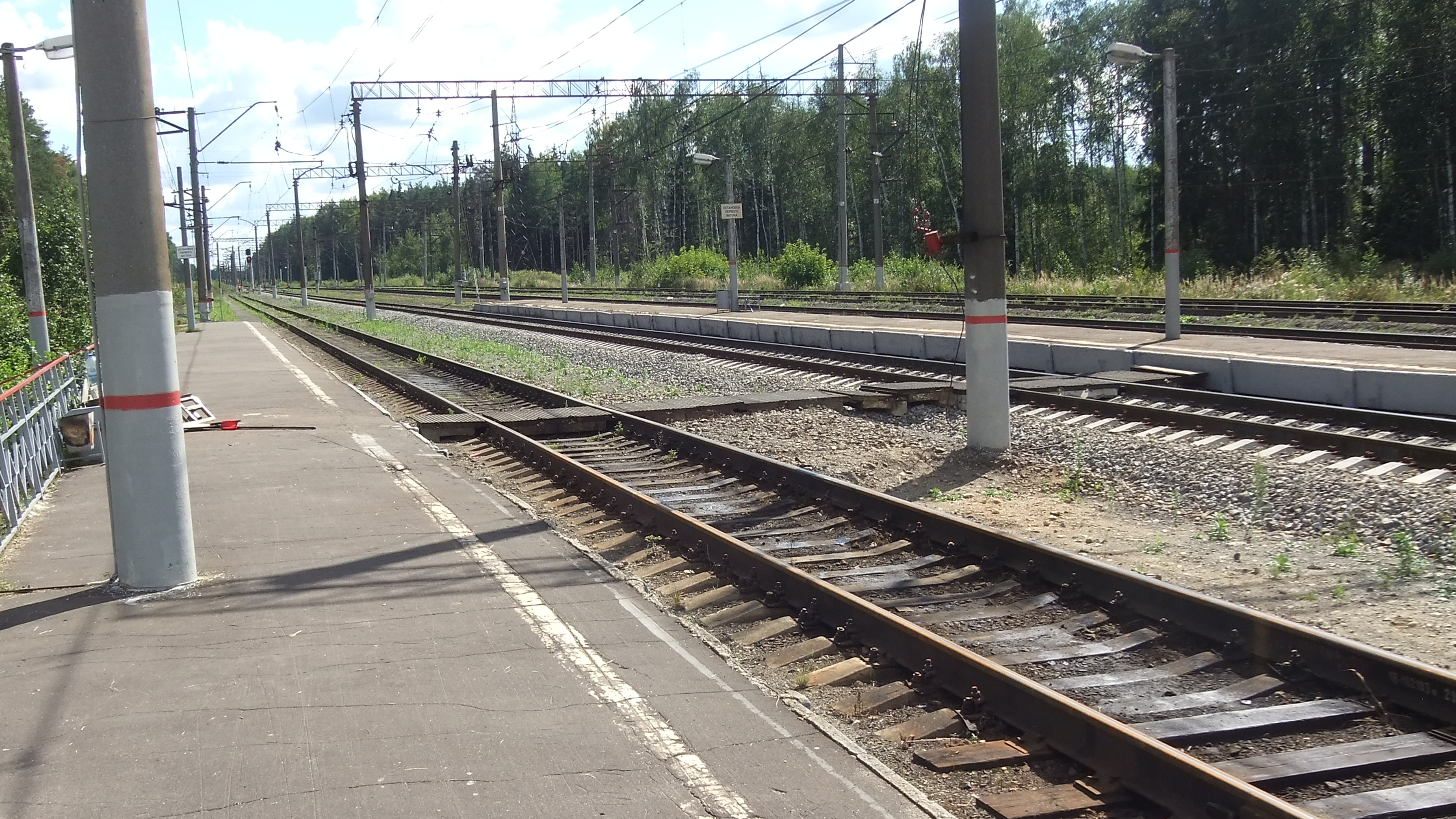
Настил между платформам в южной части.